# Titularbistum Selinus
Selinus (ital.: Selinonte) ist ein Titularbistum der römisch-katholischen Kirche.
Es geht zurück auf das untergegangene Bistum der antiken Stadt Selinus in der kleinasiatischen Landschaft Kilikien in der heutigen Türkei, das der Kirchenprovinz Seleucia in Isauria angehörte.
| Titularbischöfe von Selinus |                             |                                                      |                  |               |
| Nr.                         | Name                        | Amt                                                  | von              | bis           |
| 1                           | Richard Collins             | Weihbischof in Hexham und Newcastle (Großbritannien) | 31. März 1905    | 21. Juni 1909 |
| 2                           | Angelo Portelli OP          | Weihbischof in Malta                                 | 31. März 1911    | 19. Juni 1927 |
| 3                           | Joseph N. Dinand SJ         | Apostolischer Vikar von Jamaika                      | 12. Juli 1927    | 29. Juli 1943 |
| 4                           | Pierre-Paul-Émile Martin SM | Apostolischer Vikar von Neukaledonien                | 9. November 1956 | 21. Juni 1966 |